# نیروهای عملیات ویژه عراق
نیروهای عملیات ویژه عراق (عربی: قوات العمليات الخاصة العراقية) یگان نیروهای ویژه زیرمجموعه نیروهای مسلح عراق است، که در سال ۲۰۰۳ تأسیس شد.
نیروهای عملیات ویژه عراق یک سازمان امنیتی و اطلاعاتی است که وظیفه مبارزه با تروریسم را برعهده دارد. بازوی عملیاتی این سرویس، نیروهای عملیات ویژه عراق نامیده می‌شود، که یک نیروی عملیات ویژه نخبه متشکل از سه تیپ مستقر در چندین استان هستند که اغلب به طور جمعی به عنوان لشکر طلایی شناخته می‌شوند.
در طول اشغال عراق، تمام نهادهای نظامی، امنیتی و اطلاعاتی این کشور پس از صدور دستور شماره ۲ توسط حکومت موقت ائتلاف منحل و از ابتدا بازسازی شدند. نیروهای عملیات ویژه در سال ۲۰۰۷ ایجاد شد و توسط وزارت دفاع تأمین مالی می‌شود. این سرویس نقش مهمی در مبارزه با تروریسم در طول جنگ عراق ایفا کرد.